# Coelioxys gilensis
Coelioxys gilensis är en biart som beskrevs av Cockerell 1896. Coelioxys gilensis ingår i släktet kägelbin, och familjen buksamlarbin. Inga underarter finns listade i Catalogue of Life.